# Volvo ÖV4/PV4
Volvo ÖV4 — первый автомобиль, выпущенный компанией Volvo в 1927 году. Индекс ÖV4 расшифровывается как «Öppen Vagn 4 cylindrar», то есть «автомобиль открытого типа с четырёхцилиндровым двигателем». Первые десять предсерийных экземпляров были выпущены 25 июля, в день Святого Якоба, в связи с чем ÖV4 называют также Jakob. Всего было произведено 996 машин. В 1928 году появился вариант с крытым кузовом, получивший индекс PV4.

## История

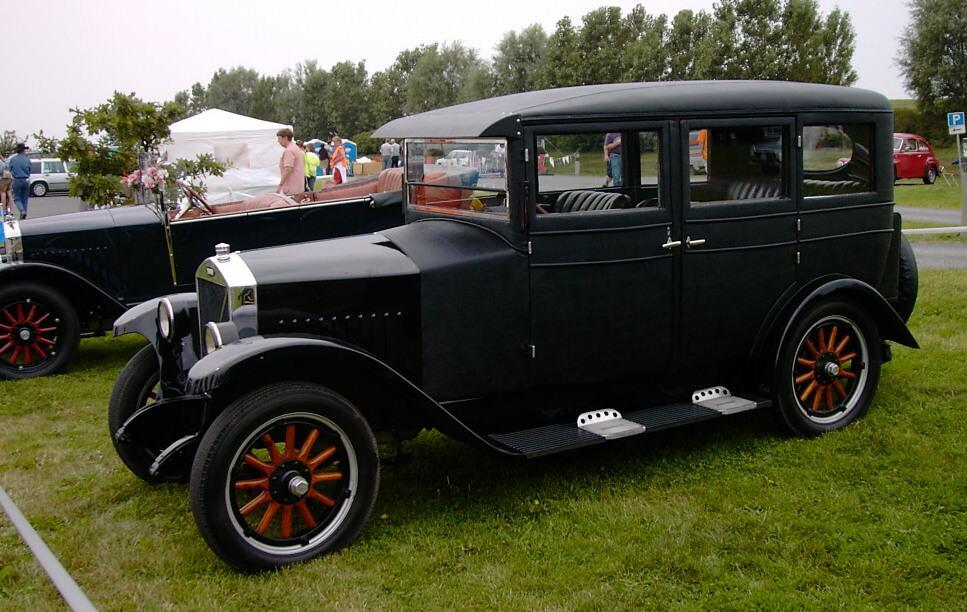
Седан PV4

Дизайн первого автомобиля Volvo, включая «перечеркнутую» решётку радиатора, а также логотип в виде стилизованного символа железа, создал шведский художник, скульптор и промышленный дизайнер Хелмер МасОлле. Конструктором стал Ян Густав Смит, долгое время работавший в США и вернувшийся в Швецию в 1924 году. Разработкой двигателя заведовал сооснователь компании Густав Ларсон, инженер сталепрокатной компании AB Galco. Первые десять предсерийных экземпляров были собраны в помещения AB Galco, один из них сохранился в музее Volvo в Гётеборге.
13 апреля 1927 года первый серийный ÖV4 должен был съехать с конвейера. Эрик Карлсберг, ведущий инженер Volvo, сел за руль и включил первую передачу. Неожиданно автомобиль поехал назад — как вскоре выяснилось, коробка передач была собрана неправильно. Для устранения неполадки понадобился дополнительный день, поэтому считается, что ÖV4 выпускается с 14 апреля 1927 года. Этот же день считается официальным днём рождения компании, хотя юридически она была зарегистрирована годом раньше.

## Технические характеристики
- Двигатель: 4-цилиндровый с боковым впрыском, 1940 см³
  - Мощность: 28 л.с. при 2000 об/мин
  - Крутящий момент: 100 Н·м
- Максимальная скорость: 90 км/ч (рекомендованная — 60 км/ч)
- Кол-во деталей: 694 (PV4)[4]

## См.также
- Volvo PV444 / PV544
- Volvo P1800